# Longicollum lutjani
Longicollum lutjani är en hakmaskart som beskrevs av Sohan Lal Jain och Gupta 1980. Longicollum lutjani ingår i släktet Longicollum och familjen Pomphorhynchidae. Inga underarter finns listade i Catalogue of Life.